# 축몽정연
《축몽정연》(筑梦情缘)은 2019년 방송되었던 중국의 드라마이다.

## 소개
- 1920년 초 상하이시를 배경으로 건축장인들이 온갖 고난을 극복하고 장인정신을 지키며 건축 조성과 설계 분야에서 성공하고 중국 건축업의 혁신과 발전을 추진한 이야기를 그린 드라마

## 등장 인물
- 훠젠화 - 심기남 역
- 양미 - 부함군 역
- 갈시민 (葛施敏) - 심기서 역
- 곡고위 (曲高位) - 심기동 역
- 장준닝 - 두소건 역
- 장송 (张淞) - 부승용 역
- 증강 (曾江) - 장병곤 역
- 강홍파 (姜宏波) - 장매 역
- 왕효 (王骁) - 조순 역
- 허용진 (许榕真) - 고월근 역
- 장범 (张帆) - 전석추 역
- 장이 (张衣) - 오역위 역